# BICEP
BICEP і Масив Кека (англ. Background Imaging of Cosmic Extragalactic Polarization, «фотографування фонової космічної позагалактичної поляризації») — серія експериментів з дослідження реліктового випромінювання. Вони спрямовані на вимірювання поляризації реліктового випромінювання і, зокрема, вимірювання B-моди реліктового випромінювання. Експерименти включали п’ять поколінь приладів: BICEP1 (або просто BICEP), BICEP2, Масив Кека, BICEP3 та Масив BICEP. Всі вони працюють з Антарктиди, зі станції Амундсен-Скотт на Південному полюсі, досліджуючи одну й ту саму частину неба навколо південного небесного полюса.

## Установи

Гравітаційні хвилі можуть виникати внаслідок інфляції - прискореного розширення одразу після Великого вибуху.

Установи, залучені до різних приладів: 
- Каліфорнійський технологічний інститут (усі експерименти)
- Кардіффський університет (усі експерименти)
- Чиказький університет (усі експерименти)
- Гарвард-Смітсонівський астрофізичний центр (усі експерименти)
- Лабораторія реактивного руху (усі експерименти)
- CEA Гренобль[en] (усі експерименти)
- Університет Міннесоти (усі експерименти)
- Стенфордський університет (усі експерименти)
- Університет Каліфорнії у Сан-Дієго (BICEP1 і 2)
- Національний інститут стандартів і технологій (BICEP2, Keck Array і BICEP3)
- Університет Британської Колумбії (BICEP2, Keck Array і BICEP3)
- Торонтський університет (BICEP2, Keck Array і BICEP3)
- Кейс-Вестерн-Резерв університет (Keck Array)

## BICEP1
Серія експериментів почалася в Каліфорнійському технологічному інституті в 2002 році, коли у співпраці з Лабораторією реактивного руху фізики Ендрю Ланге, Джеймі Бок, Браян Кітінг і Вільям Гольцапфель розпочали роботу над телескопом BICEP1, який під час розробки називався Робінсонівський телескоп фонових гравітаційних хвиль (англ. Robinson gravitational wave background telescope). Інструмент був вперше описаний у статті 2003 року, почав спостереження в січні 2006 року і завершив їх в кінці 2008 року.
BICEP1 спостерігав небо на частотах 100 і 150 ГГц (довжина хвилі 3 і 2 мм) з роздільною здатністю 1,0 і 0,7 градусів відповідно. Він мав масив із 98 детекторів (50 на 100 ГГц і 48 на 150 ГГц) для вимірювання поляризації реліктового випромінювання - кожна пара детекторів складала один чутливий до поляризації піксель.

## BICEP2

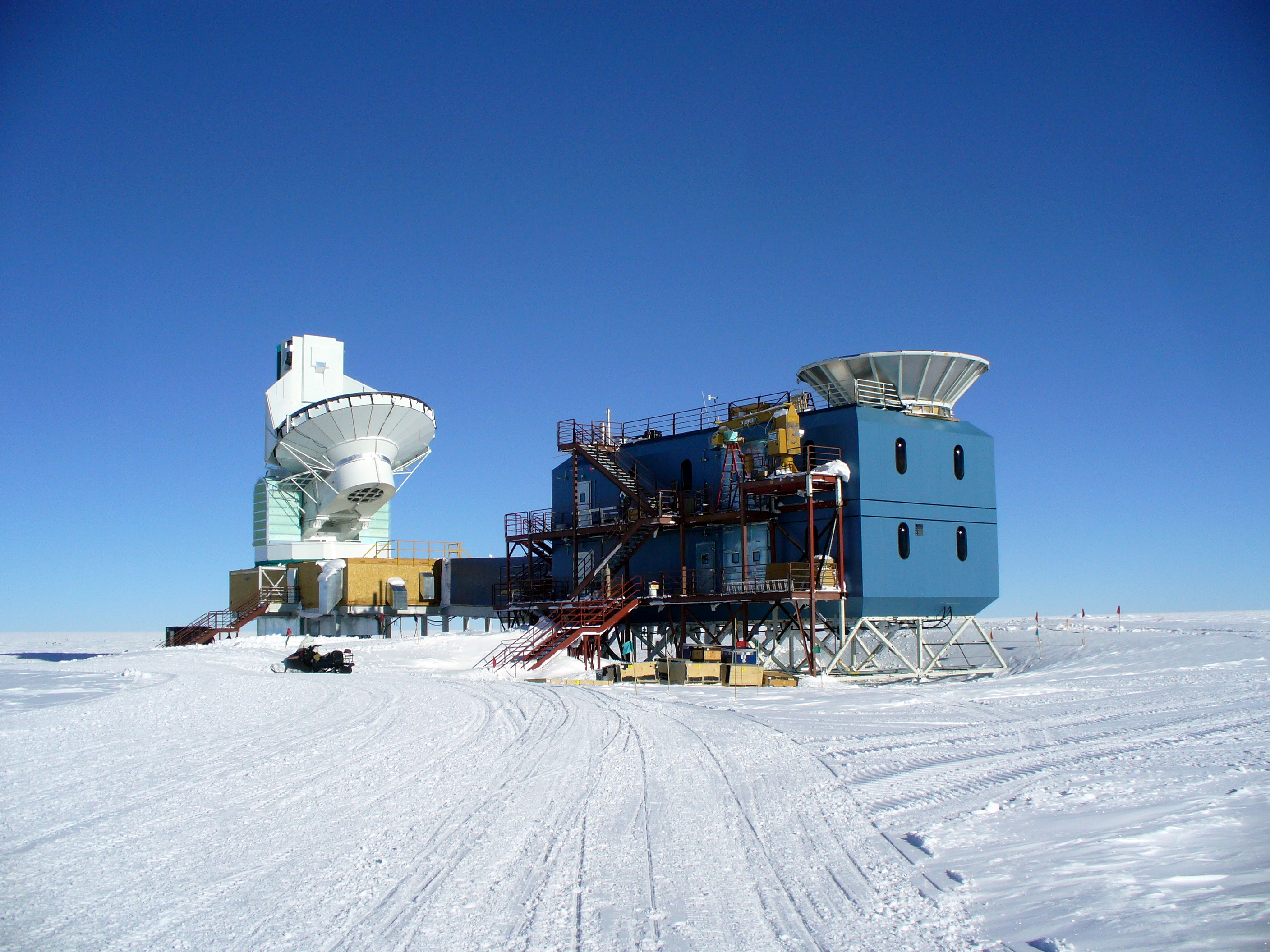
Телескоп BICEP2

Інструментом другого покоління був BICEP2. Він складався з 512 датчиків (256 пікселів), що працювали на частоті 150 ГГц (довжина хвилі 26 см). Він замінив собою інструмент BICEP1 і спостерігав з 2010 по 2012 рік. 
17 березня 2014 року Гарвард-Смітсонівським астрофізичним центром було оголошено, що BICEP2 виявив B-моди гравітаційних хвиль у ранньому Всесвіті (так звані первісні гравітаційні хвилі). Повідомлялося про виявлення B-мод на рівні r = 0.20+0.07
−0.05, що відхиляло нульову гіпотезу (r = 0) на рівні 7 сигма (5,9 σ після віднімання фонового випромінювання). Однак 19 червня 2014 року було повідомлено про зниження рівня довіри до цього результату. Перевірена та прийнята до друку стаття з оголошенням про відкриття містила додаток, в якому обговорювався можливий вплив на сигнал з боку космічного пилу. Через неузгодженість знайденої поляризації з даними космічного телескопу Планк інші науковці (наприклад, Девід Сперджел) припускали, що саме космічний пил є найбільш імовірним поясненням виявленого сигналу.
Препринт, опублікований командою Планк у вересні 2014 року і прийнятий до друку у 2016 році, надав найточніші вимірювання сигналу від пилу і дійшов висновку, що сигнал від пилу має таку саму силу, як і сигнал, отриманий командою BICEP2. 30 січня 2015 року було опубліковано спільний аналіз даних BICEP2 і Planck, і Європейське космічне агентство оголосило, що сигнал можна повністю віднести до пилу в Чумацькому Шляху. BICEP2 об’єднав свої дані з Масивом Кека і Планком у спільному аналізі. Публікація в Physical Review Letters у березні 2015 року встановила обмеження на відношення тензора до скаляра r < 0.12

## Масив Кека
| Інструмент | Рік закінчення | Частота | Роздільна здатність | Датчиків (пікселів) | Посилання    |
| ---------- | -------------- | ------- | ------------------- | ------------------- | ------------ |
| BICEP1     | 2008           | 100 ГГц | 0,93°               | 50 (25)             | [ 1 ] [ 2 ]  |
| BICEP1     | 2008           | 150 ГГц | 0,60°               | 48 (24)             | [ 1 ]        |
| BICEP2     | 2012           | 150 ГГц | 0,52°               | 500 (250)           | [ 15 ]       |
| Масив Кека | 2011           | 150 ГГц | 0,52°               | 1488 (744)          | [ 3 ] [ 26 ] |
| Масив Кека | 2012           | 150 ГГц | 0,52°               | 2480 (1240)         | [ 3 ] [ 26 ] |
| Масив Кека | 2018           | 150 ГГц | 0,52°               | 1488 (744)          | [ 26 ]       |
| Масив Кека | 2018           | 95 ГГц  | 0,7°                | 992 (496)           | [ 26 ]       |
| BICEP3     | —              | 95 ГГц  | 0,35°               | 2560 (1280)         | [ 27 ]       |

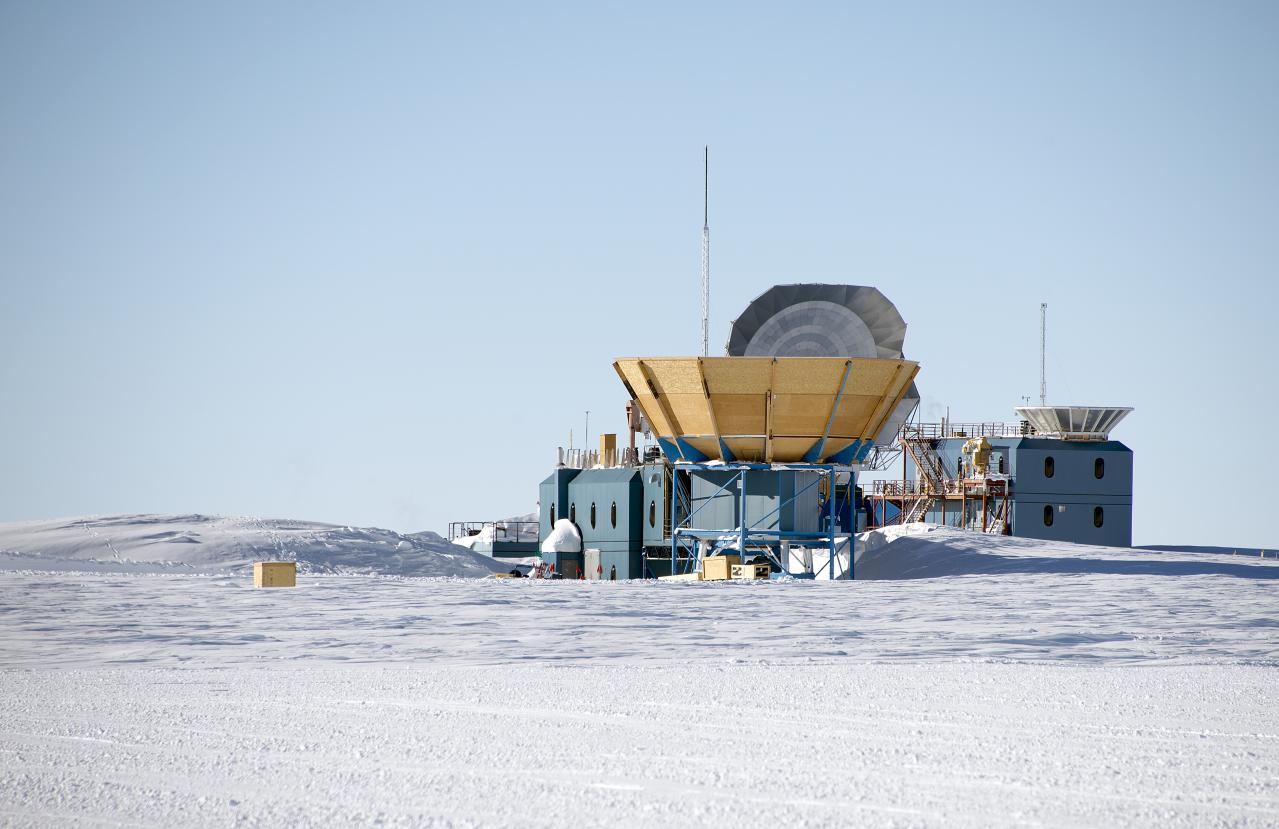
Масив Кека

Безпосередньо поруч із телескопом BICEP у будівлі обсерваторії Мартіна Померанца на Південному полюсі була невикористана телескопічна опора, яка раніше була зайнята інтерферометром DASI. Масив Кека був створений, щоб скористатися перевагами цього більшого кріплення телескопа. Цей проєкт було профінансовано сумою 2,3 мільйона доларів від Фонду Кека, а також від Національного наукового фонду, Фонду Гордона і Бетті Мур, Фонду Джеймса і Неллі Кілрой та Фонду Барзана. Проєкт спочатку очолював Ендрю Ланге.
Масив Кека складається з п’яти поляриметрів. Перші три почали спостереження австралійським літом 2010–11 року, а в 2012 році додалися ще два. Спочатку всі поляриметри спостерігали на 150 ГГц, але 2013 року два з них були переведені на частоту 100 ГГц. Кожен поляриметр містить з рефракторний телескоп, охолоджуваний до 4 К охолоджувачем із імпульсною трубкою, і 512 датчиків, розташованих у фокальній площині та охолоджуваних до 250 мК. Таким чином, весь масив загалом містить 2560 детекторів, тобто 1280 пікселів для вимірювання поляризації. 
У жовтні 2018 року було оголошено перші результати масиву Кека (у поєднанні з даними BICEP2), отримані на основі спостережень до сезону 2015 року включно. Це дало верхню межу космологічних B-мод на рівні {\displaystyle r<0.07}(рівень довіри 95%), а включення даних космічного телескопа Планк знижувало межу до {\displaystyle r<0.06}. У жовтні 2021 року було оголошено про надання нових результатів {\displaystyle r<0.036} (на рівні достовірності 95%) на основі сезону спостережень BICEP/Keck 2018 у поєднанні з даними Planck і WMAP.

## BICEP3
Після завершення будівництва масиву Keck у 2012 році продовжувати експлуатацію BICEP2 було нерентабельно. Натомість на тому ж кріпленні було встановлено новий, значно більший телескоп BICEP3.
Він проводить спостереження на частоті 95 ГГц, містить 2560 детекторів (стільки ж, як всі 5 телескопів решітки Кека разом узяті), і має діаметр 68 см, забезпечуючи приблизно вдвічі збиральну площу, ніж весь масив Кека. Він був встановлений в січні 2015 року. BICEP3 став прототипом масиву BICEP.

## Масив BICEP
На зміну Масиву Кека приходить Масив BICEP, який складається з чотирьох телескопів, схожих на BICEP3, на спільному кріпленні, що працюють на частотах 30/40, 95, 150 і 220/270 ГГц. Монтаж почався між сезонами спостережень 2017 і 2018 років і має бути завершений до сезону 2020 року.
Очікується, що він виміряє поляризазію реліктового випромінювання на рівні σ < 0,005.